# Pareo wa Emerald
„Pareo wa Emerald” (jap. パレオはエメラルド Pareo wa Emerarudo) – szósty singel japońskiego zespołu SKE48, wydany w Japonii 27 lipca 2011 roku przez avex trax.
Singel został wydany w czterech edycjach: trzech regularnych (Type A, Type B, Type C) oraz „teatralnej” (CD). Osiągnął 1 pozycję w rankingu Oricon i pozostał na liście przez 46 tygodni, sprzedał się w nakładzie 480 916 egzemplarzy. Singel zdobył status podwójnej platynowej płyty.

## Lista utworów
Wszystkie utwory zostały napisane przez Yasushiego Akimoto.

### Type A
| CD  | | | |      |
| Nr  | Tytuł | Kompozycja | Aranżacja | Czas |
| 1.  | „Pareo wa Emerald” (jap. パレオはエメラルド)                                                                    | Chikara Gonohe                                                                                                  | Nao Harada | 4:47 |
| 2.  | „Tokimeki no ashiato” (jap. ときめきの足跡) (wyk. Shirogumi)                                                    | Makiko Hattori                                                                                                  | Yūichi "Masa" Nonaka                                                                                            | 3:34 |
| 3.  | „Tsumiki no jikan” (jap. 積み木の時間)                                                                          | Keiji Tanabe | Keiji Tanabe | 3:40 |
| 4.  | „Pareo wa Emerald” (jap. パレオはエメラルド) (off vocal)                                                        | Chikara Gonohe                                                                                                  | Nao Harada | 4:47 |
| 5.  | „Tokimeki no ashiato” (jap. ときめきの足跡) (off vocal)                                                         | Makiko Hattori                                                                                                  | Yūichi "Masa" Nonaka                                                                                            | 3:34 |
| 6.  | „Tsumiki no jikan” (jap. 積み木の時間) (off vocal)                                                              | Keiji Tanabe | Keiji Tanabe | 3:40 |
| DVD | | | |      |
| Nr  | Tytuł | Tytuł | Tytuł | Czas |
| 1.  | „Pareo wa Emerald” (jap. パレオはエメラルド) (Music Video)                                                      | „Pareo wa Emerald” (jap. パレオはエメラルド) (Music Video)                                                      | „Pareo wa Emerald” (jap. パレオはエメラルド) (Music Video)                                                      |      |
| 2.  | „Tokimeki no ashiato” (jap. ときめきの足跡) (Music Video)                                                       | „Tokimeki no ashiato” (jap. ときめきの足跡) (Music Video)                                                       | „Tokimeki no ashiato” (jap. ときめきの足跡) (Music Video)                                                       |      |
| 3.  | „Tokuten eizō „Matsui Jurina no kiseki” documentary movie” (jap. 特典映像「松井珠理奈の軌跡」documentary movie) | „Tokuten eizō „Matsui Jurina no kiseki” documentary movie” (jap. 特典映像「松井珠理奈の軌跡」documentary movie) | „Tokuten eizō „Matsui Jurina no kiseki” documentary movie” (jap. 特典映像「松井珠理奈の軌跡」documentary movie) |      |

### Type B
| CD  | | | |      |
| Nr  | Tytuł | Kompozycja                                                                                                  | Aranżacja                                                                                                   | Czas |
| 1.  | „Pareo wa Emerald” (jap. パレオはエメラルド)                                                                | Chikara Gonohe                                                                                              | Nao Harada                                                                                                  | 4:47 |
| 2.  | „Papa wa kirai” (jap. パパは嫌い) (wyk. Akagumi)                                                            | Nozomu Nakamura                                                                                             | Satoshi Ikezawa                                                                                             | 3:26 |
| 3.  | „Tsumiki no jikan” (jap. 積み木の時間)                                                                      | Keiji Tanabe                                                                                                | Keiji Tanabe                                                                                                | 3:40 |
| 4.  | „Pareo wa Emerald” (jap. パレオはエメラルド) (off vocal)                                                    | Chikara Gonohe                                                                                              | Nao Harada                                                                                                  | 4:47 |
| 5.  | „Papa wa kirai” (jap. パパは嫌い) (off vocal)                                                               | Nozomu Nakamura                                                                                             | Satoshi Ikezawa                                                                                             | 3:26 |
| 6.  | „Tsumiki no jikan” (jap. 積み木の時間) (off vocal)                                                          | Keiji Tanabe                                                                                                | Keiji Tanabe                                                                                                | 3:40 |
| DVD | | | |      |
| Nr  | Tytuł | Tytuł | Tytuł | Czas |
| 1.  | „Pareo wa Emerald” (jap. パレオはエメラルド) (Music Video)                                                  | „Pareo wa Emerald” (jap. パレオはエメラルド) (Music Video)                                                  | „Pareo wa Emerald” (jap. パレオはエメラルド) (Music Video)                                                  |      |
| 2.  | „Papa wa kirai” (jap. パパは嫌い) (Music Video)                                                             | „Papa wa kirai” (jap. パパは嫌い) (Music Video)                                                             | „Papa wa kirai” (jap. パパは嫌い) (Music Video)                                                             |      |
| 3.  | „Tokuten eizō „Matsui Rena no kiseki” documentary movie” (jap. 特典映像「松井玲奈の軌跡」documentary movie) | „Tokuten eizō „Matsui Rena no kiseki” documentary movie” (jap. 特典映像「松井玲奈の軌跡」documentary movie) | „Tokuten eizō „Matsui Rena no kiseki” documentary movie” (jap. 特典映像「松井玲奈の軌跡」documentary movie) |      |

### Type C
| CD  | | | |      |
| Nr  | Tytuł | Kompozycja | Aranżacja | Czas |
| 1.  | „Pareo wa Emerald” (jap. パレオはエメラルド)                                                                        | Chikara Gonohe | Nao Harada | 4:47 |
| 2.  | „Hanabi wa owaranai” (jap. 花火は終わらない) (wyk. Selection 8)                                                     | Shin'ya Sumida | Tomonori Taguchi, Haruo Inatome                                                                                     | 3:49 |
| 3.  | „Tsumiki no jikan” (jap. 積み木の時間)                                                                              | Keiji Tanabe | Keiji Tanabe | 3:40 |
| 4.  | „Pareo wa Emerald” (jap. パレオはエメラルド) (off vocal)                                                            | Chikara Gonohe | Nao Harada | 4:47 |
| 5.  | „Hanabi wa owaranai” (jap. 花火は終わらない) (off vocal)                                                            | Shin'ya Sumida | Tomonori Taguchi, Haruo Inatome                                                                                     | 3:49 |
| 6.  | „Tsumiki no jikan” (jap. 積み木の時間) (off vocal)                                                                  | Keiji Tanabe | Keiji Tanabe | 3:40 |
| DVD | | | |      |
| Nr  | Tytuł | Tytuł | Tytuł | Czas |
| 1.  | „Pareo wa Emerald” (jap. パレオはエメラルド) (Music Video)                                                          | „Pareo wa Emerald” (jap. パレオはエメラルド) (Music Video)                                                          | „Pareo wa Emerald” (jap. パレオはエメラルド) (Music Video)                                                          |      |
| 2.  | „Tokuten eizō „SKE48 kōhaku taikō suiei taikai” special movie (jap. 特典映像「SKE48紅白対抗水泳大会」special movie) | „Tokuten eizō „SKE48 kōhaku taikō suiei taikai” special movie (jap. 特典映像「SKE48紅白対抗水泳大会」special movie) | „Tokuten eizō „SKE48 kōhaku taikō suiei taikai” special movie (jap. 特典映像「SKE48紅白対抗水泳大会」special movie) |      |

### Wer. teatralna
| CD |                                                              |                 |                      |      |
| Nr | Tytuł                                                        | Kompozycja      | Aranżacja            | Czas |
| 1. | „Pareo wa Emerald” (jap. パレオはエメラルド)                 | Chikara Gonohe  | Nao Harada           | 4:47 |
| 2. | „Tokimeki no ashiato” (jap. ときめきの足跡) (wyk. Shirogumi) | Makiko Hattori  | Yūichi "Masa" Nonaka | 3:34 |
| 3. | „Papa wa kirai” (jap. パパは嫌い) (wyk. Akagumi)             | Nozomu Nakamura | Satoshi Ikezawa      | 3:26 |
| 4. | „SKE48 6th single medley”                                    |                 |                      |      |
| 5. | „Pareo wa Emerald” (jap. パレオはエメラルド) (off vocal)     | Chikara Gonohe  | Nao Harada           | 4:47 |
| 6. | „Tokimeki no ashiato” (jap. ときめきの足跡) (off vocal)      | Makiko Hattori  | Yūichi "Masa" Nonaka | 3:34 |
| 7. | „Papa wa kirai” (jap. パパは嫌い) (off vocal)                | Nozomu Nakamura | Satoshi Ikezawa      | 3:26 |

## Skład zespołu
| „Pareo wa Emerald” |
| --- |
| - Team S: Masana Ōya, Yuria Kizaki, Yukiko Kinoshita, Mizuki Kuwabara, Akari Suda, Kanako Hirmatsu, Jurina Matsui (środek), Rena Matsui, Kumi Yagami - Team KII: Anna Ishida, Shiori Ogiso, Akane Takayanagi, Sawako Hata, Airi Furukawa, Manatsu Mukaida - Team E: Kanon Kimoto |

| „Tokimeki no ashiato” |
| --- |
| - Team S: Haruka Ono, Yūka Nakanishi, Rikako Hirata, Jurina Matsui (środek) - Team KII: Ririna Akaeda, Riho Abiru, Mieko Satō, Rina Matsumoto, Tomoka Wakabayashi - Team E: Aya Shibata, Yūka Nakamura - Kenkyūsei: Makiko Saitō |

| „Tsumiki no jikan” |
| --- |
| Piosenka jest wykonywana przez wszystkie członkinie SKE48 w momencie wydania. - Team S: Masana Ōya, Haruka Ono, Rumi Katō, Yuria Kizaki, Yukiko Kinoshita, Mizuki Kuwabara, Akari Suda, Shiori Takada, Aki Deguchi, Yūka Nakanishi, Rikako Hirata, Kanako Hiramatsu, Jurina Matsui, Rena Matsui (środek), Yui Matsushita, Kumi Yagami - Team KII: Ririna Akaeda, Riho Abiru, Anna Ishida, Shiori Ogiso, Tomoko Katō, Risako Gotō, Seira Satō, Mieko Satō, Akane Takayanagi, Sawako Hata, Airi Furukawa, Rina Matsumoto, Manatsu Mukaida, Miki Yakata, Reika Yamada, Tomoka Wakabayashi - Team E: Kyōka Isohara, Kasumi Ueno, Madoka Umemoto, Shiori Kaneko, Kanon Kimoto, Ami Kobayashi, Mei Sakai, Aya Shibata, Yumana Takagi, Mai Takeuchi, Rika Tsuzuki, Yūka Nakamura, Minami Hara, Haruka Mano, Yukari Yamashita, Erika Yamada - Kenkyūsei: Shiori Iguchi, Asana Inuzuka, Mai Imade, Mikoto Uchiyama, Momona Kitō, Emiri Kobayashi, Makiko Saitō, Kaori Matsumura, Honoka Mizuno |

| „Papa wa kirai” |
| --- |
| - Team S: Rumi Katō, Shiori Takada, Rena Matsui (środek) - Team KII: Seira Satō, Miki Yakata - Team E: Kasumi Ueno, Madoka Umemoto, Shiori Kaneko, Mai Takeuchi, Minami Hara, Yukari Yamashita |

| „Hanabi wa owaranai” |
| --- |
| - Team S: Yuria Kizaki, Jurina Matsui (środek), Rena Matsui, Kumi Yagami - Team KII: Shiori Ogiso, Akane Takayanagi, Manatsu Mukaida - Team E: Kanon Kimoto |

## Notowania
| Lista                             | Pozycja |
| --------------------------------- | ------- |
| Oricon Weekly Singles Chart       | 1       |
| Oricon Yearly Singles Chart       | 9       |
| Billboard Japan Hot 100           | 1       |
| Billboard Japan Hot Singles Sales | 1       |

## Wersja JKT48
Grupa JKT48 wydała własną wersję piosenki jako dziewiąty singel. Ukazał się 27 marca 2015 roku w dwóch edycjach: CD oraz CD+DVD.

### Lista utworów
| CD (wer. regularna)   |                                                                         |                                                                         |      |
| Nr                    | Tytuł                                                                   | Oryginalna piosenka                                                     | Czas |
| 1.                    | „Pareo adalah Emerald ~ Pareo wa Emerald”                               | „Pareo wa Emerald”                                                      |      |
| 2.                    | „Buah Mawar ~ Bara no Kajitsu”                                          | „Bara no kajitsu”                                                       |      |
| 3.                    | „Apel yang ada di puncak ~ Takane no Ringo”                             | „Takane no ringo”                                                       |      |
| 4.                    | „Escape”                                                                | „Escape”                                                                |      |
| 5.                    | „Dibanding Kemarin Semakin Suka ~ Kinou Yorimo Motto Suki”              | „Kinō yori motto suki”                                                  |      |
| 6.                    | „Pareo is your Emerald” (English Version) (tylko CD+DVD)                | „Pareo wa Emerald”                                                      |      |
| DVD (wer. limitowana) |                                                                         |                                                                         |      |
| Nr                    | Tytuł                                                                   | Tytuł                                                                   | Czas |
| 1.                    | „Pareo adalah Emerald ~ Pareo wa Emerald” (Music Video)                 | „Pareo adalah Emerald ~ Pareo wa Emerald” (Music Video)                 |      |
| 2.                    | „Pareo adalah Emerald ~ Pareo wa Emerald Music Video Behind the scenes” | „Pareo adalah Emerald ~ Pareo wa Emerald Music Video Behind the scenes” |      |